# Воронцов, Анатолий Евгеньевич
Анатолий Евгеньевич Воронцов (17 сентября 1933 — 15 июня 2017) — советский хозяйственный, государственный и политический деятель.

## Биография
Родился в 1933 году в деревне Ольшаницы. Член КПСС.
С 1956 года — на хозяйственной, общественной и политической работе. В 1956—2000 гг. — электромонтёр, начальник теплицы, секретарь комсомольской организации, главный агроном колхоза «Заветы Ленина» в Глинищеве Брянского района, председатель колхоза «Ленинец» села Бетово Брянского района, заместитель председателя Аграрного союза РСФСР, председатель Всероссийского совета колхозов, в составе коллегии Министерства сельского хозяйства РСФСР, заместитель председателя Правления Брянского областного Совета АПР, член Правления Центрального Совета АПР и президиума Аграрного союза России
Избирался народным депутатом СССР, депутатом Государственной Думы России первого созыва.
Умер в Брянске в 2017 году.